# Last Days of April
Last Days of April är ett svenskt alternativrockband bildat 1996 i Sigtuna. Den enda stadigvarande medlemmen är sångaren, gitarristen och låtskrivaren Karl Larsson.
Bandet har gett ut nio studioalbum, ett samlingsalbum, två EP och flera singlar.

## Historia
Last Days of April bildades i Sigtuna 1996. 1997 släpptes bandets första skiva, singeln Henrik, på ett independentbolag. Singeln imponerade på skivbolaget Trust No One Recordings som utgav bandets debutalbum, Last Days of April samma år.
1998 utkom uppföljaren Rainmaker, utgiven på Bad Taste Records (Sverige) och Straight Up (Japan). Samma år utkom även EP-skivan The Wedding (Bad Taste Records). Ett flitigt turnerande i Europa som förband till The Promise Ring och The Bufferins följde därefter.
2000 utgavs bandets tredje studioalbum Angel Youth, producerat av Pelle Gunnerfeldt. Bandet kontrakterades av Deep Elm Records, som släppte Angel Youth i USA 2001. Från skivan utgavs singeln Will the Violins Be Playing?.
2002 kom Last Days of Aprils fjärde studioalbum, Ascend to the Stars. Från skivan släpptes singlarna Playerin och All Will Break.
2004 utkom bandet med fyra alster: Albumet If You Lose It, singeln It's on Everything, EP-skivan Live the End samt en nyutgåva av debutsingeln Henrik. På den sistnämnda inkluderades ett tidigare outgivet spår.
Efter tre år utan skivsläpp utkom bandet med sitt sjätte studioalbum, Might As Well Live, 2007. Från skivan släpptes även singeln Who's on the Phone. 2010 släpptes ett sjunde studioalbum, Gooey. Från skivan släpptes även America och No Time for Dreams som nedladdningsbara singlar.
Den 10 februari 2012 meddelade Bad Taste Records att Last Days of April kommer att släppa sitt åttonde studioalbum i mars samma år. Albumet kommer att heta 79 och är producerat av Karl Larsson. Skivbolaget släppte samma dag också en singel Feel the Sun Again, som gjordes tillgänglig i digitalt nedladdningsformat utan kostnad. I februari och mars 2012 gav sig Last Days of April ut på en Europaturné.

## Medlemmar

### Nuvarande medlemmar
- Karl Larsson – gitarr, sång

### Tidigare medlemmar
- Lars Taberman – gitarr
- Daniel Svenfors – bas
- Andreas Förnell – trummor

## Diskografi

### Album
- 1997 – Last Days of April
- 1998 – Rainmaker
- 2000 – Angel Youth
- 2002 – Ascend to the Stars
- 2004 – If You Lose It
- 2007 – Might As Well Live
- 2008 – 12 Years with Last Days of April (samlingsalbum)
- 2010 – Gooey
- 2012 – 79
- 2015 – Sea of Clouds

### EP
- 1998 – The Wedding
- 2004 – Live the End

### Singlar
- 1997 – "Henrik"
- 2001 – Will the Violins Be Playing?
- 2002 – Playerin
- 2002 – All Will Break
- 2004 – It's on Everything
- 2007 – Who's on the Phone
- 2010 – America
- 2010 – No Time for Dreams
- 2012 – "Feel the Sun Again"
- 2014 – "Someone for Everyone"